# Ameritech Cup 1988
L'Ameritech Cup 1988 è stato un torneo femminile di tennis giocato sul sintetico indoor. È stata la 17ª edizione del torneo, che fa parte della categoria Tier III nell'ambito del WTA Tour 1988. Si è giocato a Chicago negli USA, dal 7 al 13 novembre 1988.

## Campionesse

### Singolare
Martina Navrátilová ha battuto in finale  Chris Evert con il punteggio di 6–2, 6–2

### Doppio
Lori McNeil /  Betsy Nagelsen hanno battuto in finale  Larisa Neiland /  Nataša Zvereva con il punteggio di 6–4, 3–6, 6–4